# Podocarpus nakaii
Podocarpus nakaii är en barrträdart som beskrevs av Bunzo Hayata. Podocarpus nakaii ingår i släktet Podocarpus och familjen Podocarpaceae. IUCN kategoriserar arten globalt som starkt hotad. Inga underarter finns listade i Catalogue of Life.

## Bildgalleri

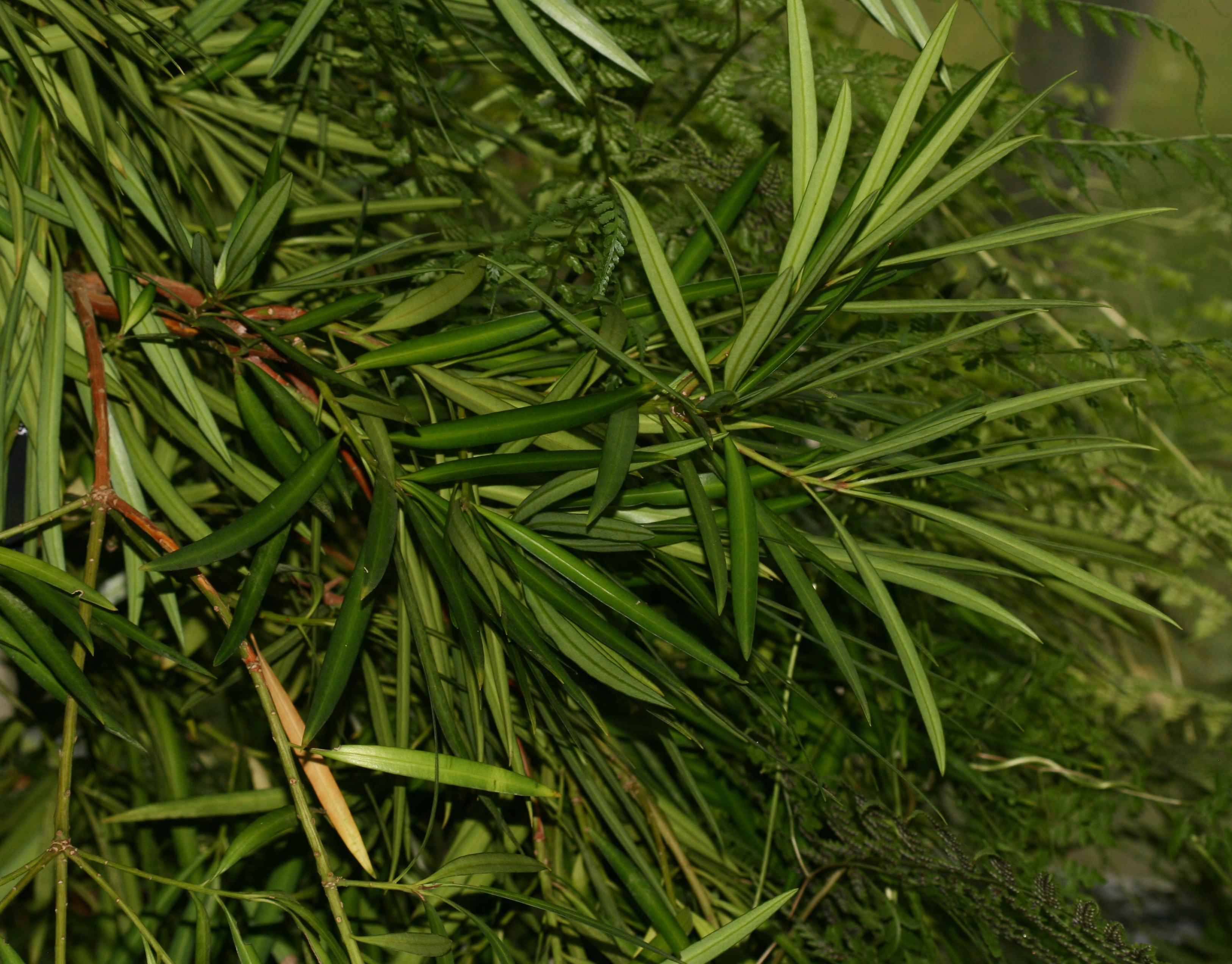